# Floroglucinolo reduttasi
La floroglucinolo reduttasi è un enzima appartenente alla classe delle ossidoreduttasi, che catalizza la seguente reazione:
diidrofloroglucinolo + NADP+ ⇄ floroglucinolo + NADPH + H+
L'enzima è coinvolto nella via di degradazione anaerobica del gallato nei batteri.